# 法蘭西亞德
法蘭西亞德（法語：Franciade）是一個週期，在法國共和曆裡，它是每四年為一期，在第四年結束時要增加一日用來對齊回归年。

它在1793年国民公会發布的命令《國民公會令：設立共和曆》條文第十條有明確的定義。
|                                                | 以四年為一期，增加一日，定名為法蘭西亞德，做為努力四年以及領導法國走向共和政府之後的革命紀念 |
| ——《國民公會令：設立共和曆》條文第十條部分內容 |                                                                                              |

在法國共和曆閏日之後增加的一日被稱為革命日。
聖但尼在1793年至1800年法国大革命時期曾經被更名為法蘭西亞德，在1793年至1795年曾經是巴黎省法蘭西亞德區的八個城鎮之一，直到拿破崙主政執政府時期才被改回原名。